# بريان جانسين
بريان جانسين (9 يناير 1995 في هولندا - ) (بالهولندية: Bryan Janssen)‏ هو لاعب كرة قدم هولندي في مركز حراسة المرمى. لعب مع سبارتا روتردام.

## وصلات خارجية
- بريان جانسين على موقع قاعدة بيانات كرة القدم.إي يو (الإنجليزية)
- بريان جانسين على موقع Soccerway.com (الإنجليزية)